# Вобали
Вобали (пол. Wobały) — село у Ґолдапському повіті Вармінсько-Мазурського воєводства. Адміністративно підпорядковане гміні Дубенінки.
Від 1975 року до адміністративно-територіальної реформи 1998 року належало до Сувалцького воєводства.
1. ↑  https://bdl.stat.gov.pl/api/v1/data/localities/by-unit/042815518022-0756086?var-id=1639616&format=jsonapi